# Gueorgui Adamovitch
Pour les articles homonymes, voir Adamovitch.
Gueorgui Viktorovitch Adamovitch (russe : Гео́ргий Ви́кторович Адамо́вич), né à Moscou dans l'Empire russe le 7 avril 1892 (19 avril dans le calendrier grégorien), et mort le 21 février 1972 à Nice, en France, est un poète, critique littéraire et traducteur russe.

## Biographie
Gueorgui Adamovitch naît à Moscou le 7 avril 1892 (19 avril dans le calendrier grégorien), où il vit les dix premières années de sa vie, et étudie au 2e lycée de Moscou (ru). Son père, Viktor Mikhaïlovitch Adamovitch (1839-1903), d'origine polonaise, est commandant des troupes de l'ouïezd, puis, avec le grade de major-général, commandant de l'hôpital militaire de Moscou. Adamovitch écrira qu'« il y a avait dans la famille beaucoup de militaires, deux de mes frères aînés servaient dans l'armée. Et en ce qui me concerne, selon la légende familiale, père disait qu'il n'y avait là rien de militaire, et qu'il fallait en faire un civil. Et je suis resté un civil ». Sa mère, Ielizaveta Semionovna Weinberg (1867, Odessa - 1933, Nice), fille d'un marchand d'Odessa de la 3e guilde, était la nièce des hommes de lettres Piotr (ru) et Pavel Weinberg (ru).
Après la mort du père, la famille emménage à Saint-Pétersbourg, où l'enfant est inscrit au 1er lycée de Saint-Pétersbourg. Selon lui, il est comme « tombé dans l'environnement familial de sa mère, c'était plutôt étrange, une famille de la bourgeoisie moyenne. Ils s'intéressaient peu à la politique, et souhaitaient, que tout continue comme cela avait été, que tout soit à sa place, que l'ordre soit préservé ».
En 1910, il entre à la faculté d'histoire et de philologie de l'université impériale de Saint-Pétersbourg, et en 1914, il se rapproche des acméistes. Cette année, dans ses souvenirs, « il ne s'intéresse qu'à peine aux questions littéraires. Il fait très tôt connaissance avec les cercles poétiques de Saint-Pétersbourg, et il fait parle encore peu de politique ». Tout change avec le début de la Première Guerre mondiale. Quand il demande à son frère, commandant du régiment Keksgolmski de la garde impériale, revenant du front en 1916, quelle serait selon lui la fin de la guerre, celui-ci répond, révélant l'état d'esprit des militaires, qu'« elle finira quand on nous pendra tous ».
À cette époque, Adamovitch est déjà entré dans l'Atelier des poètes, et est devenu dans les années 1916-1917 un de ses dirigeants. En 1915 son premier récit, Les Chevaux joyeux («Весёлые кони») paraît dans le no 5 de La Voix de la vie («Голос жизни») , suivi en 1916 de Marie-Antoinette («Мария-Антуанетта») dans les Nouvelles de la bourse («Биржевые ведомости»).
Ses débuts poétiques datent aussi de 1913, avec le recueil Nuages («Облака»), marqué « par les traits déjà reconnaissables de la poésie acméiste ». Le livre reçoit une appréciation dans l'ensemble bienveillante de Nikolaï Goumilev, qui écrit qu'« on y sent une bonne école et un goût assuré », bien qu'il remarque une trop claire dépendance du poète débutant d'Annenski et d'Anna Akhmatova. En 1918, Adamovitch reste membre, et dirigeant, du second Atelier des poètes, et ensuite du troisième.
Il publie notamment dans Le Nouveau Journal pour tous («Новый журнале для всех»), Apollon («Аполлон»), Récits du Nord («Северные записки»), et l'almanach Fleur verte («Зелёный цветок») en 1915. Son second recueil, Purgatoire («Чистилище»), sort en 1922. Il prend la forme d'un journal intime lyrique, et s'ouvre par En mémoire d'André Chenier («Памяти Андрея Шенье»), un poème dédié à Nikolaï Goumilev, que l'auteur considère comme son précepteur.
Après la Révolution d'Octobre, Gueorgui Adamovitch fait, pour les éditions de la Littérature mondiale, des traductions de poètes et d'écrivains français (Baudelaire, Voltaire, Hérédia), de poèmes de Thomas Moore et de Byron, et ensuite, en émigration, de Cocteau, d'Anabase de Saint-John Perse, en collaboration avec Gueorgui Ivanov, et de L'Étranger de Camus.
En 1923, Gueorgui Adamovitch émigre à Berlin et vit ensuite en France. Il s'exprime régulièrement dans des critiques et essais littéraires, publie dans la revue Zveno («Звено»), et à partir de 1928 dans le journal Dernières Nouvelles (ru) («Последние новости»), où il est responsable du billet littéraire quotidien. Il se crée progressivement la réputation de « premier critique russe de l'émigration », devient un des principaux auteurs de la revue Nombres («Числа», fondée par Nikolaï Otsoup), et dirige la revue Rencontres (ru), («Встречи», 1934).
En émigration, Gueorgui Adamovitch écrit peu de vers, mais il est le fondateur de la Note parisienne, un courant poétique dont les œuvres sont l'expression la plus franche de sa souffrance spirituelle, et une mise à jour de « la vérité sans ornements ». Sa position, faisant de « la recherche de la vérité » l'alpha et l'oméga, est qualifiée par G. P. Fedotov d'« esthétique de l'exil ».
En septembre 1939, Gueorgui Adamovitch s'engage comme volontaire dans l'armée française. Après la défaite française, il est interné dans un camp.
Il semble alors vouloir se rapprocher de l'Union soviétique et de Staline, espérant un renouveau politique en URSS. À la fin des années 1940, certains de ses articles paraissent dans les journaux pro-soviétique à l'ouest, et son livre Une autre patrie (1947) écrit en français, est critiqué par l'émigration russe à Paris comme une capitulation devant le stalinisme.
Il devient en 1959 commentateur littéraire à Radio Free Europe (Радио Свобода).
En 1967 paraît son dernier recueil poétique, Solitude («Единство»). Il rassemble dans ses Commentaires («Комментарии») l'ensemble de ses articles critiques parus depuis le milieu des années 1920. Il laisse également de nombreuses notes et témoignages oraux, couchés par écrit par Iouri Ivask (ru).
Il meurt le 21 février 1972 à Nice.

## Œuvre

### Le poète
Gueorgui Adamovitch se définissant comme un écrivain « extrêmement exigeant pour lui-même » a publié dans toute sa vie moins de cent quarante poèmes. Son début poétique d'Adamovitch, Nuages («Облака», 1916) se présente sous le jour facilement reconnaissable de la poétique acméiste. Les critiques y louent « un regard particulièrement perçant sur la vie ordinaire », et l'emploi d'images ne semblent pas être une fin en soi pour l'auteur, qui préfère « la recherche de l'intensité émotionnelle ». Nicolaï Goumilev écrit de l'auteur qu' « ... il n'aime pas la froide grandeur des images épiques, il cherche à nouer une relation lyrique avec elles et pour cela il s'efforce de les voir illuminées de souffrance ... Cette corde vibrante est le meilleur de ce qu'il y a dans les vers d'Adamovitch, et le plus consistant ».
Dans le second recueil du poète, Purgatoire («Чистилище», 1922), « la réflexion et l'analyse de soi-même » deviennent plus poussées, de nouveaux motifs apparaissent, liés l'antiquité grecque, au Moyen Âge et à la poésie épique de l'Europe occidentale, l'emprunt ou la citation, donnant sa structure première à l'ensemble, acquièrent un rôle fonctionnel. Beaucoup des poésies d'Adamovitch sont construites sur des paraphrases d'œuvres populaires ou littéraires (Le Dit de la campagne d'Igor, la Plainte de Goudrine («Плач Гудрун»), etc.).
En exil, son œuvre change : ses vers deviennent alors avant tout pour lui un « document humain » — sur « la solitude, l'absence d'enracinement dans le monde, l'inquiétude existentielle comme principal attribut de la conscience de ses contemporains ». Il publie à l'étranger deux recueils, exprimant « un sentiment d'arrachement aux traditions selon lesquelles avaient été élevées tant de générations russes, et auxquelles avait succédé la conscience d'une absolue liberté, devenue ensuite un fardeau » ,:
Rêveur, où est ton monde ?

Vagabond, et ta maison ? 

Ne cherches-tu pas trop tard

Un paradis de fards ?
Le recueil À l'Ouest («На Западе»1939) marque un changement dans les procédés créateurs de l'artiste, transformant son style fait de « citations » en « lignes d'approfondissement philosophique ». Le critique P. M. Bitsilli qualifie de recueil de « dialogue philosophique ». Il y note « une dialectique d'accords multiples : des citations directes, bien que fragmentaires, de Pouchkine ou Lermontov, l'emploi d'images étrangères, de résonances, d'une organisation narrative, qui font que dans un seul et même poème deux ou plusieurs voix s'expriment en harmonie ».

### Le critique littéraire
Les centres d'intérêt de Gueorgui Adamovitch en tant que critique littéraire sont variés, et il se plaît « à ne pas traiter de façon différente la littérature de l'émigration et la littérature soviétique ». Beaucoup de ces essais sont consacrés à la tradition classique russe ainsi qu'aux écrivains occidentaux qui s'intéressent à la Russie. Il n'a pas de méthode critique, préférant la forme de la « conversation littéraire », titre également de la rubrique qu'il publie dans la revue Zveno («Звено»), ou des notes, écrites, semble-t-il, pour son usage personnel, mais qui gardent la trace de réflexions importantes pour la compréhension de ses points de vue sociaux et esthétiques.

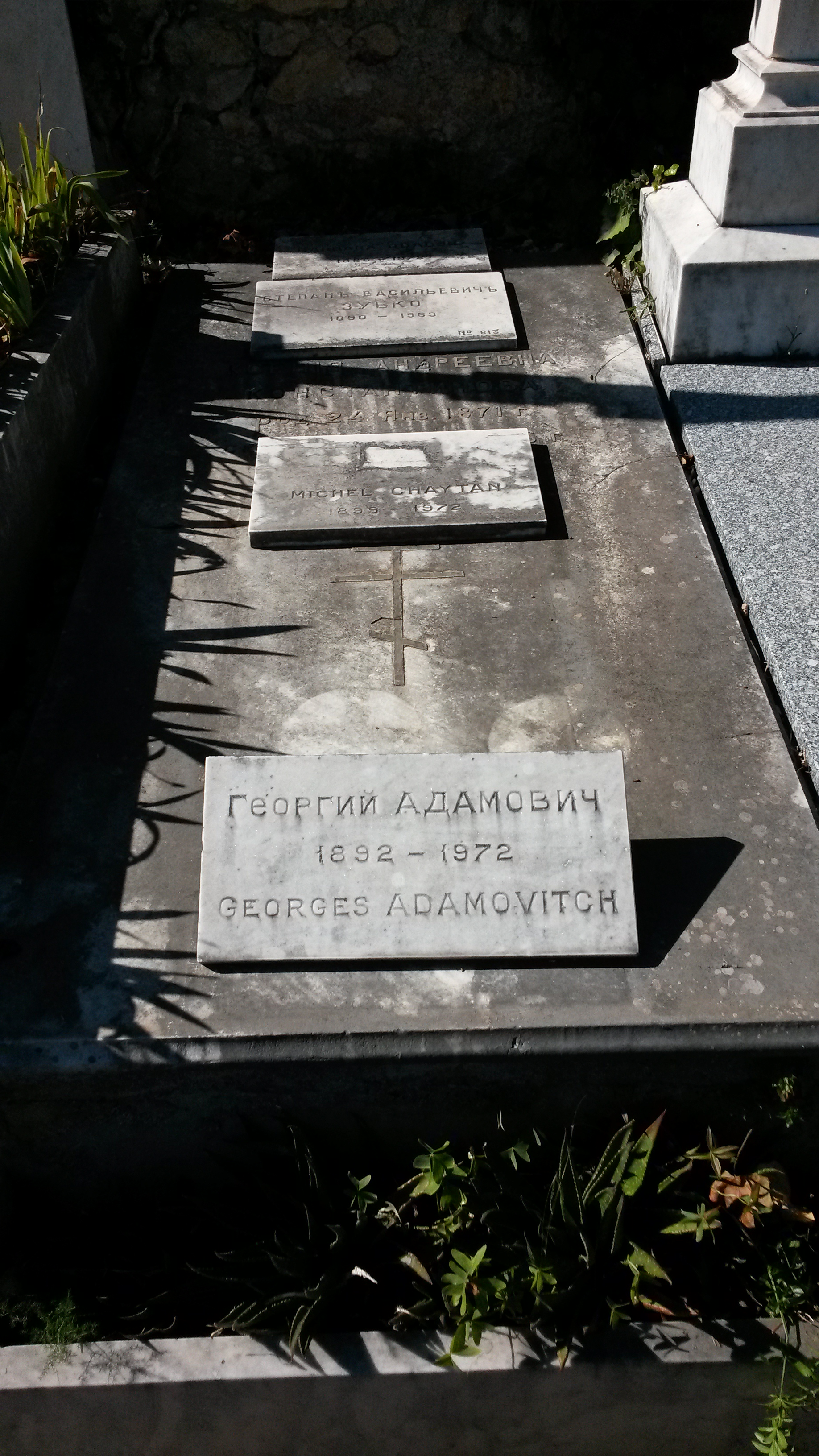
Sa tombe à Nice, avec l'inscription Georges Adamovitch 1892-1972.

Il considérait que la principale question en art n'est pas celle de savoir « comment » une œuvre a été créée, mais « pourquoi ». Il a porté un regard dans l'ensemble critique sur la littérature russe de l'émigration, faisant une exception pour Ivan Bounine, et, avec des réserves, pour Zinaïda Hippius, Gueorgui Ivanov, Mark Aldanov et Teffi. Il reprochait au jeune Vladimir Nabokov de pasticher les auteurs français contemporains, bien qu'il ne s'embarrassât pas de dire précisément lesquels. Nabokov, de son côté, le ridiculisa dans le personnage de Khristofor Mortous dans son roman Le Don , et le piégea en publiant sous un pseudonyme un poète qu'Adamovitch encensa.
Vladislav Khodassevitch s'opposa avec franchise et constance à Adamovitch et à son mépris capricieux de l'authenticité, et Marina Tsvetaïeva le cloua au pilori dans son article Un poète de la critique, démasquant « son inconséquence, son irresponsabilité et sa superficialité ». Gueorgui Adamovitch, de son côté, reconnaissait avec une culpabilité feinte, qu'il écrivait des critiques flatteuses sur ceux dont il désirait l'amitié : « la littérature passe, les relations restent ».

## Publications

### Poésie
- (ru) Облака : Стихи [« Nuages : Vers »], Moscou, Альциона,‎ 1916, 40 p. ;
- (ru) Чистилище : Стихи. Книга вторая [« Purgatoire : Vers. Livre deuxième »], Saint-Pétersbourg, Петрополис,‎ 1922, 96 p. (lire en ligne) ;
- (ru) Единство : Стихи разных лет [« Unité : Poésies de différentes années »], New-York, Русская книга,‎ 1967, 56 p. ;
- (ru) Собрание сочинений : Стихи, проза, переводы [« Recueil des œuvres : Vers, proses, traductions »], Saint-Pétersbourg, Алетейя,‎ 1999, 560 p. ;
- (ru) Полное собрание стихотворений [« Poésies complètes »]  (Recueil, préparation du texte, introductions et notes d'O. Korostoleva (О. Коростелева)), Saint-Pétersbourg, Академический проект; Эльм,‎ 2005, 400 p. (ISBN 5-7331-0179-2).

### Critique
- (ru) Одиночество и свобода [« Solitude et liberté »],‎ 1955 ;
- (ru) О книгах и авторах [« Des livres et des auteurs »],‎ 1955 (lire en ligne [PDF]) ;
- (ru) Комментарии [« Commentaires »],‎ 1967 ;